# Joyas del Progreso
Joyas del Progreso är en ort i Mexiko.   Den ligger i kommunen Taxco de Alarcón och delstaten Guerrero, i den sydöstra delen av landet, 110 km söder om huvudstaden Mexico City. Joyas del Progreso ligger 1 374 meter över havet och antalet invånare är 477.
Terrängen runt Joyas del Progreso är kuperad åt sydost, men åt nordväst är den bergig. Joyas del Progreso ligger nere i en dal. Runt Joyas del Progreso är det ganska tätbefolkat, med 172 invånare per kvadratkilometer. Närmaste större samhälle är Taxco de Alarcón, 4,2 km norr om Joyas del Progreso. I omgivningarna runt Joyas del Progreso växer huvudsakligen savannskog.